# ユーグ・ド・ショーナック
ユーグ・ド・ショーナック（Hugues de Chaunac、1946年4月30日 - ）は、フランスの実業家。ドイツ・バーデン＝バーデンの生まれ。
レーシングチーム・オレカのチームオーナーで、1973年のチーム設立から現在に至るまで社長を務めている。温厚かつ誠実な人柄は評価が高く、オレカが多くのレーシングビジネスを同時進行させることができる理由の1つとされている。

## 略歴
ユーグ・ド・ショーナックは、バーデン＝バーデンで誕生し、当初はパリで数学を教えていた。モーターレースに対しての熱い情熱から、ルノー・8 ゴルディーニのドライバーとしてレースに参戦するようになった。レースで何回か表彰台を獲得して名を上げて、1970年から1971年までチーム・バルダールに所属してフォーミュラ・ルノーに参戦することとなった。彼はドライバーからレーシングチームのマネージメント業務に転向することを決断した。1973年、彼が27歳の時にオレカ（ORECA, Organisation Exploitation Competition Automobiles）を設立した。オレカ（ORECA）の名称は、フランス語で「レーシングカー開発組織」を表す社名の頭文字から取ったものである。オレカは、第一にフランス国内や海外にあける、シングルシーター（1人乗りレースカー）、ラリー、ラリーレイド、耐久レースやその他のあらゆる種類のレースで勝利するチームという地位を確立することを目指している。第二に、オンラインストア経由で自社製品の販売とイベントの代理店業務に加えてレースカーのコンストラクターといったモータースポーツに関する技術を中心に発達する会社を目指している。
ショーナックは、ジャック・ラフィット、パトリック・タンベイ、ルネ・アルヌー、アラン・プロスト、ヤニック・ダルマス、ジャン・アレジ、イヴァン・ミュラーなど多くの主だったドライバーがオレカに関わったことを明らかにしている。オレカが設立された1973年にフランスF3選手権でシングルシーターで早速最初のタイトルを獲得し、その後制したシーズンも含めて通算11回フランスF3選手権を制覇した。1977年に初参戦したル・マン24時間レースにショーナックは非常に魅了された。1991年のル・マン24時間レースはSWCに全戦参戦することが出場条件とされていた。マツダはル・マン24時間レースの出場権を確保する為にオレカにマツダ・787Bを供与したので、同年のマツダ・787Bの優勝にはチームとして関わることになった。その後、クライスラーのダッジ・バイパー GTS-Rで1998年はGT2クラスを、1999年と2000年はGTSクラスと3年連続でル・マン24時間レースのGTカー部門のクラス優勝を遂げている。オレカはデイトナ24時間レースで優勝（2000年）した初めてのフランスのチームにもなっている。フランス人ドライバーを信頼して、2011年のセブリング12時間レースではフランスの車（プジョー・908 HDi FAP）と3人のフランス人ドライバー（ロイック・デュバル、オリビエ・パニス、ニコラ・ラピエール）とオレカから構成されるフランスのナショナルチームで挑んで優勝している。
一時的にオレカを離れフォーミュラ1に携わったことがあり、1990年2月に同じフランスのAGSへと移籍し、チーム・ディレクターに就任。しかし当時のF1は活況で参戦台数が39台と激増しており、シーズンを通して金曜朝の予備予選からの出走義務が課されていた。決勝レース進出が開幕戦での1回のみと苦戦。この不振責任を取ってショーナックは7月で辞任。ラーダのマラソン・レイドチームへの参画を経てオレカへと戻った。
オレカは、トヨタ自動車の子会社であるトヨタ・ガズー・レーシング・ヨーロッパと、WEC参戦時から長年にわたってチームへのオペレーション・サポートを続けてきたが、この関係は2021年のル・マン24時間レースをもって終了した。

## 受賞歴
- 2013年のル・マン24時間レースのスピリット賞[3]
- フランスの新聞『ヴァール・マタン』紙による「2012年を代表する経営者」、エコなクラブ賞